# Брэдфорд, Самуэл Клемент
Самуэл Клемент Брэдфорд (англ. Samuel Klement Bradford) (10 января 1878, Лондон, Великобритания — 13 ноября 1948) — английский библиотекарь.

## Биография
Родился 10 января 1878 года в Лондоне. Получил химическое образование, после чего в 1899 году устроился на работу в Научный музей Великобритании. В начале 1900-х годов прошёл краткосрочные библиотечные курсы, после чего в 1901 году перешёл в библиотеку при указанном музее в качестве библиотекаря и проработал вплоть до 1922 года, после чего был немного повышен в должности в качестве помощника заведующего и проработал вплоть до 1925 года, после чего ещё был повышен в должности в качестве заместителя и проработал вплоть до 1938 года, после чего временно вышел в отставку по состоянию здоровья, наконец с 1939 по 1948 год занимал должность заведующего библиотекой.
Скончался 13 ноября 1948 года.

## Научные работы
Основные научные работы посвящены библиотековедению, документоведению и химии. Автор свыше 35 научных работ.
- Активно помогал коллегам создавать УДК.
- Ввёл закон рассеяния информации, ныне известный как закон Брэдфорда.

## Членство в обществах
- Вице-президент Международной федерации информации и документации.
- Основатель и член Британского общества международной библиографии
- Член Международного библиографического института.